# Wiktor Lach
Wiktor Lach ps. „Wilk” (ur. 8 lipca 1915 w Wilkowisku, zm. 14 października 1968 w Krakowie) – oficer Armii Krajowej.

## Życiorys
Podczas II wojny światowej był oficerem Armii Krajowej. W stopniu kapitana był dowódcą placówki „Dwór” w strukturze Inspektoratu Nowy Sącz 1. Był także dowódcą Oddziału Partyzanckiego „Topór”.
Został pochowany na cmentarzu w Wilkowisku. Był żonaty, miał dwóch synów.

## Odznaczenia
- Krzyż Walecznych – dwukrotnie
- Złoty Krzyż Zasługi z Mieczami
- Medal Wojska
- Krzyż Armii Krajowej